# Mary Kingsley
Mary Henrietta Kingsley, född 13 oktober 1862 i Islington i London, död 3 juni 1900 i Simon's Town i Sydafrika, var en brittisk upptäcktsresande, antropolog och författare. Hon reste till Västafrika vid 30 års ålder där hon utforskade Afrikas västkust och studerade stamreligioner och fiskar. Många fiskarter har fått tilläggsnamn efter henne på latin, Kingsleyae. 
Hon skrev två böcker: Travels in West Africa och West African studies. Kingsley var Charles Kingsleys brorsdotter. 

## Biografi

### Tidiga år
Mary Kingsley var dotter till läkaren, resenären och författaren George Kingsley och Mary Bailey. Hennes far gav sig ut på många resor tillsammans med aristokrater runt jorden där han skrev dagböcker och gjorde anteckningar som han hoppades kunna publicera. Kingsley studerade för sin far och läste mycket i hans bibliotek samt hjälpte honom att översätta vetenskapliga texter. Kingsley intresserade sig för faderns resor, bland annat den till Stilla havet där han studerade maorifolket. Hon tog hand om familjen och sin mor, som var handikappad, fram till 1892 då bägge föräldrarna dog. Hon hade en årsinkomst på £500 och kunde nu vid 30 års ålder ge sig ut i världen.

### Resorna till Västafrika

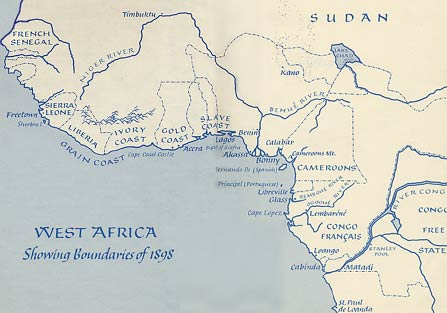
Västafrika 1898

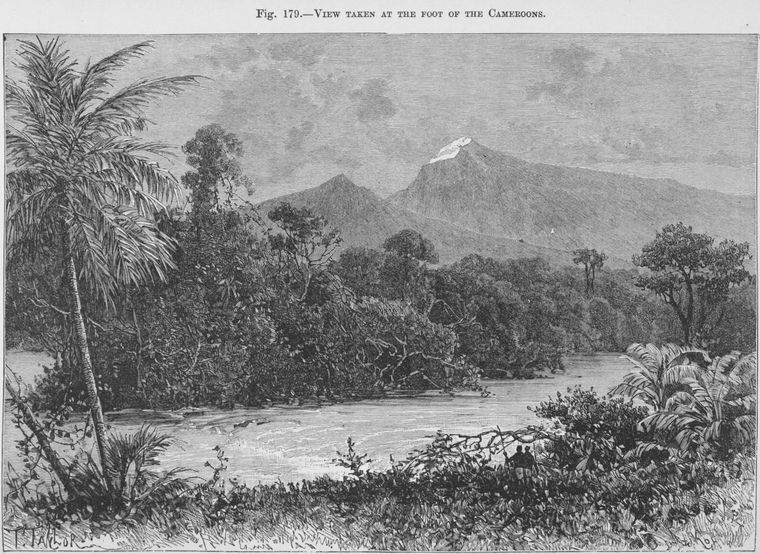
Kamerunbergen 1892

Kingsley nådde Angola via Sierra Leone i augusti 1893 för att studera fetischism (en dåtida europeisk term för västafrikanska religioner) och även fiskar. Denna första resa gick i huvudsak längs kusten. Hon lärde sig fiska av lokalbefolkningen för att därefter ge sig ut ensam i mangroveträsken för att samla djurarter. Hon blev utsatt för en tornado och attackerad av en krokodil i sin kanot.  Resan varade i fem månader och avslutades i december 1893.
1895 åkte Kingsley tillbaka till för att fortsätta sina studier med inriktning på kannibalfolk. Denna gång reste hon i inlandet uppför Ogoouéfloden i Gabon. Hon reste med kanot med hjälp av sin besättning av afrikaner som kom från olika västafrikanska stammar: fang, ilgawa och m’pongwe. Hon kapsejsade ett antal gånger, vandrade genom tät skog och vadade genom träsk. Under resan upptäckte hon flera nya fiskarter och till slut besteg hon Kamerunberget (4000 meter högt) från sydost, vilket hon var först att göra.
Den typiske antropologen var på 1890-talet fortfarande en länstolsforskare som i sitt arbetsrum satte ihop bilden av Afrika, Asien osv. utifrån upptäcktsresandes och missionärers rapporter. Urtypen för upptäcktsresanden var Henry Morton Stanley i spetsen för ett gäng beväpnade män och långa rader av underkuvade svarta bärare. Sådana upptäckare hade alltid bråttom och ortnamnen i deras rapporter betyder ofta "jag vet inte" på lokalspråket. Mary Kingsley förenade forskaren och resenären, något som blev vanligt först en bra bit in på 1900-talet. Hon reste ofta ensam och alltid med handel som förevändning. Att göra affärer är en vanlig kvinnoroll i Västafrika, som affärskvinna var hon välkommen och fick naturlig kontakt med afrikaner, både kvinnor och män.

### Åter i England
När Kingsley kom tillbaka till England blev hon en berömdhet och hon tillbringade de närmaste åren med att föreläsa om livet i Afrika runt om i landet. Hon visade då prov på en mot samtiden avvikande bild av afrikanen, mycket kontroversiell och chockerande bild. Den 28 december 1895 skrev hon i tidskriften The Spectator att den svarte mentalt och moraliskt inte var någon underlägsen varelse utan att afrikanen hade en stark känsla för vad heder och rättvisa kräver.
| ”   | "Han är en lysande talare och när det gäller besinning och tålamod kan han jämföras med de allra bästa." | „ |
| – . | |   |

Kingsley tyckte inte att deras riter och sedvänjor var konstigare än de begravningsriter vi brukar beundra hos antikens greker.
| ”   | "En bildad inföding från Nigerdeltat har större möjlighet att förstå den verkliga innebörden i Alcestis än någon nu levande europé." | „ |
| – . | |   |

| ”   | "Jag anser inte att afrikanen är vare sig brutal, urartad eller grym. Av egen vidsträckt erfarenhet vet jag att han är trogen och tacksam och allt annat än den druckna idiot som hans så kallade vänner, de protestantiska missionärerna, brukar måla upp för att därmed ursäkta sina egna misslyckanden." | „ |
| – . | |   |

Mary Kingsley skrev två böcker, Travels in West Africa (1897) och West African Studies (1899) , som gav en ny och mer realistisk bild av Afrikas invånare.

### Resan till Sydafrika

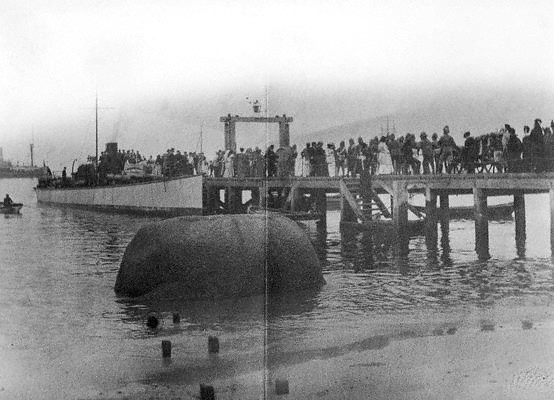
Begravingskortegen

Under andra boerkriget gav sig Kingsley iväg för att arbeta som sjuksköterska i Simonstown i Sydafrika där hon avled i tyfoidfeber 3 juni 1900. Hon begravdes till sjöss enligt sin egen begäran.